# Fernando Palomeque
Fernando Palomeque Díaz (ur. 20 marca 1968 w mieście Meksyk) – meksykański piłkarz występujący na pozycji bramkarza, trener piłkarski, od 2024 roku prowadzi kostarykański Guadalupe.

## Kariera klubowa
Palomeque rozpoczynał swoją karierę piłkarską w wieku dwudziestu dwóch lat w zespole absolutnego beniaminka najwyższej klasy rozgrywkowej, Querétaro FC. W jego barwach za kadencji argentyńskiego szkoleniowca Ricardo La Volpe zadebiutował w meksykańskiej Primera División, 1 grudnia 1990 w przegranym 1:2 spotkaniu z Tigres UANL. Nie potrafił sobie jednak wywalczyć miejsca w wyjściowym składzie i pozostawał wyłącznie rezerwowym bramkarzem, najpierw dla Celestino Moralesa, a następnie dla Gustavo Moriconiego. Ogółem w tej drużynie spędził bez większych sukcesów dwa lata, a w późniejszym czasie został zawodnikiem Tiburones Rojos de Veracruz. Tam również występował przez dwa sezony, jedynie sporadycznie pojawiając się na boiskach; niepodważalne miejsce między słupkami miał wówczas reprezentant kraju Adolfo Ríos. W lipcu 1998 przeniósł się do drugoligowej ekipy San Luis FC z siedzibą w San Luis Potosí, skąd po dwunastu miesiącach przeszedł do innego drugoligowca, Correcaminos UAT z miasta Ciudad Victoria. Profesjonalną karierę zdecydował się zakończyć w wieku 31 lat.

## Kariera trenerska
Po zakończeniu kariery piłkarskiej Palomeque rozpoczął pracę w roli szkoleniowca, początkowo współpracując z trenerem Hugo Fernándezem jako asystent w drużynie Tiburones Rojos de Veracruz (2002–2003). W latach 2007–2008 bez poważniejszych osiągnięć prowadził czwartoligową ekipę Conejos de Tuxpan, a w późniejszym czasie był członkiem sztabu szkoleniowego szkoleniowca Ricardo La Volpe w zespole Club Atlas z miasta Guadalajara, w którym pełnił rolę trenera bramkarzy. W marcu 2011 objął drugoligowy CF La Piedad, który poprowadził w sześciu spotkaniach, odnosząc zaledwie jedno zwycięstwo. W kolejnych latach towarzyszył Wilsonowi Graniolattiemu w drużynach Deportivo Toluca i Atlante FC jako asystent i trener bramkarzy. W marcu 2014 zastąpił Marco Antonio de Almeidę na stanowisku trenera drugoligowego Club Celaya, jednak prowadził ją tylko dwa miesiące bez większych sukcesów. Bezpośrednio po tym przez pół roku asystował szkoleniowcowi Flavio Davino w drugoligowym Atlético San Luis, zaś na początku 2015 roku przez półtora miesiąca prowadził trzecioligową ekipę Cañoneros de Campeche.
W lutym 2015 Palomeque objął drugoligowy zespół Altamira FC.